# 'Tween Two Loves
'Tween Two Loves è un cortometraggio muto del 1911 diretto da Thomas H. Ince e interpretato da Mary Pickford e William E. Shay.

## Trama
Una ragazza, dopo la morte della madre, vive sola nella fattoria del padre. Lui l'ama teneramente e la considera la sua consolazione ma, quando lui assume un nuovo lavorante, non può far niente per evitare che la figlia si innamori del nuovo venuto. Quando i due giovani gli annunciano la loro intenzione di sposarsi, il vecchio agricoltore manda via l'innamorato. Il giovane se ne va, ma poi torna per riprendersi la ragazza e scappare con lei. Si sposano e ben presto hanno un bambino. La loro è una vita modesta ma felice. Un giorno, però, lui si sente male mentre - sotto un sole cocente - sta lavorando nei campi. Un suo compagno lo riaccompagna a casa e chiama un medico. Ma ormai non c'è più nulla da fare: l'uomo muore senza riprendere conoscenza. La giovane vedova si trova adesso a dover combattere con tutte le avversità della vita. Una sera, il bambino è affamato. Ormai è notte, non si può più andare a comperare del latte. La mamma, allora, lascia una lampada alla finestra e si avventura fuori, nella notte, per andare a chiedere il latte al loro vicino. La sfortuna si accanisce contro di lei. La lampada cade, provocando un incendio. Per fortuna, la donna riesce a rientrare in tempo per salvare il figlioletto. Ormai senza più casa, non le resta altro che il bambino. Con un misero scialle in testa e il bimbo in braccio, si reca a casa del padre dove si presenta come una mendicante, a chiedere la carità. Il padre, che non l'ha riconosciuta a causa dello scialle che le cela il viso, prende intenerito il piccolo in braccio, aiutando la madre ad entrare in casa. Quando l'aiuta a togliersi lo scialle, scopre che quella è sua figlia.

## Produzione
Il film fu prodotto da Carl Laemmle per l'Independent Moving Pictures Co. of America (IMP).

## Distribuzione
Il film - un cortometraggio in una bobina - uscì nelle sale statunitensi il 28 settembre 1911, distribuito dalla Motion Picture Distributors and Sales Company. Nel 1914, il film fu rieditato e uscì con il titolo The Stronger Love, distribuito dall'Universal Film Manufacturing Company, compagnia che aveva inglobato la IMP di Laemmle.
Copie della pellicola sono conservate negli archivi della Library of Congress (American Film Institute / Cohen collection); nell'archivio cinematografico dell'International Museum of Photography and Film at George Eastman House e negli archivi della Mary Pickford Institute for Film Education film collection.